# 솔베이 공정

솔베이 공정 (초록= 반응물, 검정 = 중간체, 빨강 = 결과물)

솔베이 공정(영어: Solvay process)은 염화 나트륨과 탄산 칼슘으로 염화 칼슘과 탄산 나트륨을 생성하는 공정이다. 암모니아 소다법이라고도 한다.
NaCl + NH4HCO3 → NH4Cl + NaHCO3
CaCO3 → CO2 + CaO
2 NaHCO3 → Na2CO3 + H2O + CO2
2 NH4Cl + CaO → CaCl2 + 2 NH3 + H2O
CO2 + NH3 + H2O → NH4HCO3

## 개요
소다의 공업적인 제조법에는 전력을 사용하여 식염수를 전해(電解)시켜서 수산화나트륨을 얻는 방법과 암모니아 소다법으로 탄산나트륨 및 수산화나트륨을 얻는 방법이 있다.
암모니아 소다법은 포화 식염수(해수를 농축시킨 간수를 쓰는 일이 많다)에 암모니아와 이산화 탄소를 흡수시키고, 그 후 가열하거나 수산화 칼슘을 첨가해서 소다를 생성시킨다.
즉, 우선 식염수에 암모니아와 이산화 탄소를 동시에 흡수시킨다.
NaCl + H2O + NH3 + CO2 → NaHCO3↓ + NH4Cl
이렇게 해서 침전(沈澱)된 탄산수소 나트륨을 고온(高溫)으로 가열하면 열분해(熱分解)되어 이산화 탄소를 내고 탄산 나트륨이 된다.
2NaHCO3 → Na2CO3 + CO2 + H2O
또 여기에 수산화 칼슘을 반응시키면, 탄산 칼슘이 침전되고 수산화 나트륨이 얻어진다.
Na2CO3 + Ca(OH)2 → 2NaOH + CaCO3
이 암모니아 소다법의 반응은 암모늄염(鹽)과 나트륨염의 수용액 속에서의 용해도(溶解度)의 차이를 이용한 것이다. 1865년에 벨기에의 화학자인 에르네스트 솔베이가 이 방법의 개발에 성공하자 품질이 우량한 소다가 값싸게 공급되게 됨으로써 그 때까지 사용되던 르블랑법은 더 이상 사용되지 않게 되었다. 암모니아 소다법에서는 부차적으로 생기는 염화 암모늄에서 암모니아를 회수하여 재사용(再使用)하고 있으나, 최근에는 개량법으로서 염화 암모늄을 분리해서 염안(鹽安)이라 하고 합성비료에 사용하는 염안소다법이 행해지게 되었다.